# Passion Richardson
Passion J. Richardson, ameriška atletinja, * 25. januar 1975, Fort Bragg, Severna Karolina, ZDA.
Nastopila je na poletnih olimpijskih igrah leta 2000 ter osvojila bronasto medaljo v štafeti 4×100 m. Na panameriških igrah je osvojila srebrno medaljo v isti disciplini leta 1999.